# Лукашовка (Красноградский район)
Лукашовка (укр. Лукашівка), село, 
Владимировский сельский совет, 
Красноградский район, 
Харьковская область.
Код КОАТУУ — 6323380504. Население по переписи 2001 года составляет 402 (194/208 м/ж) человека.

## Географическое положение
Село Лукашовка находится на берегу реки Вшивая, выше по течению на расстоянии в 2 км расположено село Отрадовка, ниже по течению на расстоянии в 3 км расположено село Забарино (Зачепиловский район).
Рядом проходит автомобильная дорога М-18 (E 105).

## История
- 1830 — дата основания.

## Достопримечательности
- Братская могила советских воинов и памятный знак воинам-односельчанам. Похоронено 18 воинов.